# Перси, Генри, 6-й граф Нортумберленд

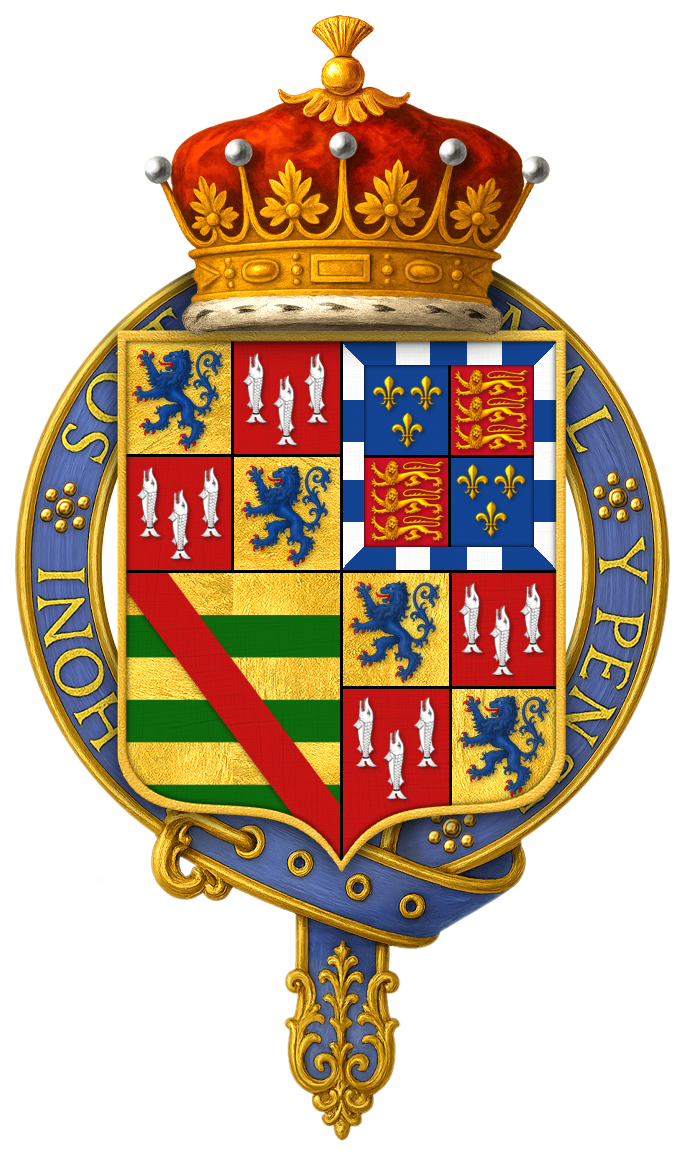
Герб сэра Генри Перси, 6-го графа Нортемберленда

Генри Перси, 6-й граф Нортумберленд, рыцарь Подвязки (англ. Henry Percy, 6th Earl of Northumberland; ок. 1502, Ноттингем — 29 июня 1537, Ньюингтон-Грин) — английский аристократ, проявивший себя как военный деятель на севере Англии. Он известен прежде всего как жених Анны Болейн, от которой вынужден был отказаться, когда она увлеклась королём Генрихом VIII.

## Ранние годы
Генри Перси родился около 1502 года. Он был старшим сыном Генри Элджернона Перси, 5-го графа Нортумберленда, и Кэтрин, дочери сэра Роберта Спенсера. По матери он был кузеном Уильяма Кэри, мужа сестры Анны Болейн.
Генри в самом юном возрасте был отправлен в распоряжение Томаса Вулси в качестве пажа. В 1519 году его произвели в рыцари. Основным источником, повествующим о его ранней жизни, является биография Вулси, написанная Джорджем Кавендишем

## Связь с Анной Болейн
Хотя отец ещё в 1516 году решил женить его на Мэри, дочь Джорджа Толбота, 4-го графа Шрусбери, Генри влюбился в Анну Болейн, в то время юную придворную леди. Перси с Анной обручились, вероятно, весной 1523 года, когда он был ещё пажом Вулси. Узнав об этом, Вулси отчитал лорда Перси в присутствии домашних, поскольку разрешение на брак не могло быть получено ни от отца, ни от короля, который являлся заинтересованной стороной в браке в силу важности для короны графства Нортумберленд. Хотя Кавендиш утверждал, что король уже тогда имел личный интерес к Анне, поощряя гневную реакцию Вулси, вопрос этот спорный. Интрига вскоре обнаружилась, и граф Нортумберленд отозвал молодого лорда Перси.
Другим серьёзным препятствием, помимо предполагаемого союза с Мэри Толбот, были планы отца Анны выдать её за Джеймса Батлера, 9-го графа Ормонда (который тоже был тогда пажом у Вулси), чтобы разрешить в свою пользу спор вокруг графства Ормонд, ведущийся сэром Томасом Болейном, отцом Анны, который по линии своей матери имел некоторые сомнительные притязания на обширные имения Ормонда в Манстере.
Отец Перси не дал разрешения на брак, поскольку считал Анну Болейн дочерью простого рыцаря, не годящейся в супруги своему сыну и наследнику.

## Брак с Мэри Толбот

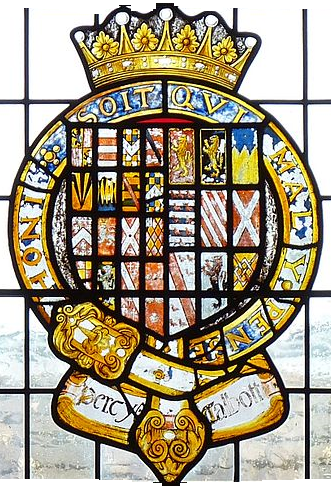
Щит, созданный в XVII веке из цветного стекла, и показывающий гербы Генри Перси, 6-го графа Нортумберленда (16 полей), и фамильные гербы его жены Мэри Толбот (9 полей), вместе обрамленные Подвязкой. Деталь Окна Перси, Петуорт-хаус, Сассекс

Отец Перси сурово выбранил его, говоря: «вы всегда были заносчивым, самовлюблённым и бесхозяйственным транжирой» — и он быстро и несчастливо женился на Мэри Толбот, дочери графа Шрусбери, в начале 1524 или в 1525 году с предварительными промежуточными этапами. Старки датирует это событие августом 1525 или августом 1526 года. Старый граф предоставил молодым очень немного доходов и жизненных удобств. Вулси намекал, что за молодым Генри следили его собственные слуги.
В 1528 году, всего через 4 года после свадьбы, отношения между супругами были уже окончательно разрушены. Нортумберленд подозревал свою жену в шпионаже в пользу Норфолка, тогда как её отец полагал, что он плохо с ней обращается и может даже отравить её. Нортумберленд был возмущён этими подозрениями и запретил слугам Шрусбери, своего тестя, видеться или разговаривать с женой. Когда зять графини Уильям, лорд Дакр, попросил герцога Норфолка защитить её, Нортумберленд заявил Норфолку, что больше не будет видеться с ней до конца своих дней. Вскоре после этого супруги разъехались, по крайней мере временно, поскольку Мэри родила мёртвого ребёнка в доме своего отца в апреле 1529 года. В 1532 году Мэри обвинила мужа в заключении предконтракта (то есть обручения, имеющего юридическую силу) с Анной Болейн. Она высказала эту претензию своему отцу, а тот передал Томасу Говарду, 3-му герцогу Норфолку. Анна Болейн потребовала провести расследование. Нортумберленд отверг обвинение под присягой.
В 1536 году Шрусбери отмечал, что его дочь живёт с ним уже два с половиной года. Примерно в это же время Нортумберленд объявил, что завещает всё своё состояние королю, поскольку детей у него нет и они с женой не рассчитывают на законное потомство. К тому времени он отдалился от своих братьев и не желал, чтобы они получили хоть что-нибудь от него по наследству. Мэри Толбот ненавидела Генри всю его недолгую жизнь, добиваясь развода.

## Войны на границе
В июле 1522 года Генри стал членом Совета Севера; в октябре — заместителем хранителя Восточных Марок, и его свояк Уильям Дакр полагал, что несмотря на свою молодость, он должен был быть назначен хранителем в этом же году.
19 мая 1527 года он унаследовал титул отца и стал 6-м графом Нортумберлендом; 18 июня назначен правителем онора Холдернесс; 2 декабря он стал лордом-хранителем Восточной и Западной Марок.
Нортумберленд постоянно болел лихорадкой и был обременен долгами, к тому же должен был содержать административный аппарат и участвовать в боевых действиях за собственный счёт. Вулси относился к нему покровительственно. Его не часто допускали ко двору, не пустили даже на похороны отца. Его лучшим другом был сэр Томас Арундел.
Не смотря на все это, Перси вёл активную деятельность на границах. В 1528 году он вернулся в Лондон; в 1530 году, будучи в Топклиффе, он получил приказ короля отправиться в Кейвуд и арестовать Вулси. Он отправил пленника на юг под надзор сэра Роджера Ласселса, а сам остался описывать имущество кардинала. Он был одним из пэров, подписавших в июле 1530 года письмо папе с просьбой ускорить развод короля, был другом сэра Томаса Лея и, вероятно, был протестантом. 23 апреля 1531 года он возведен в рыцари Ордена Подвязки. 11 мая 1532 года Перси назначен Главным шерифом Нортумберленда, а 26 мая — тайным советником.
Нортумберленд принимал участие в процессе своего свояка лорда Дакра в июле 1534 года. В январе следующего года она сам был обвинен в неустройстве границ, а также в том, что при поездке в Йорк в качестве судьи перед ним несли меч королевский власти. Возможно отчасти из-за болезни, Эсташ Шапюи, основываясь на информации от его доктора, причисляет его к числу ненадежных в начале 1535 года.
В мае 1536 года Нортумберленд, теперь уже совершенно больной, был одним из присяжных на процессе Анны Болейн. Рассказывают, что Анна в надежде спасти свою жизнь призналась в наличии брачного предконтракта с ним. После вынесения вердикта Перси без чувств рухнул на землю и был вынесен из зала суда.

## Последние годы
Не имея детей, он принялся теперь улаживать свои дела. В феврале 1535 года он написал Томасу Кромвелю, что решил сделать своим наследником короля, и позднее подтвердил своё решение. В 1536 году он стал лордом-президентом Совета Севера и наместником Ордена Подвязки.

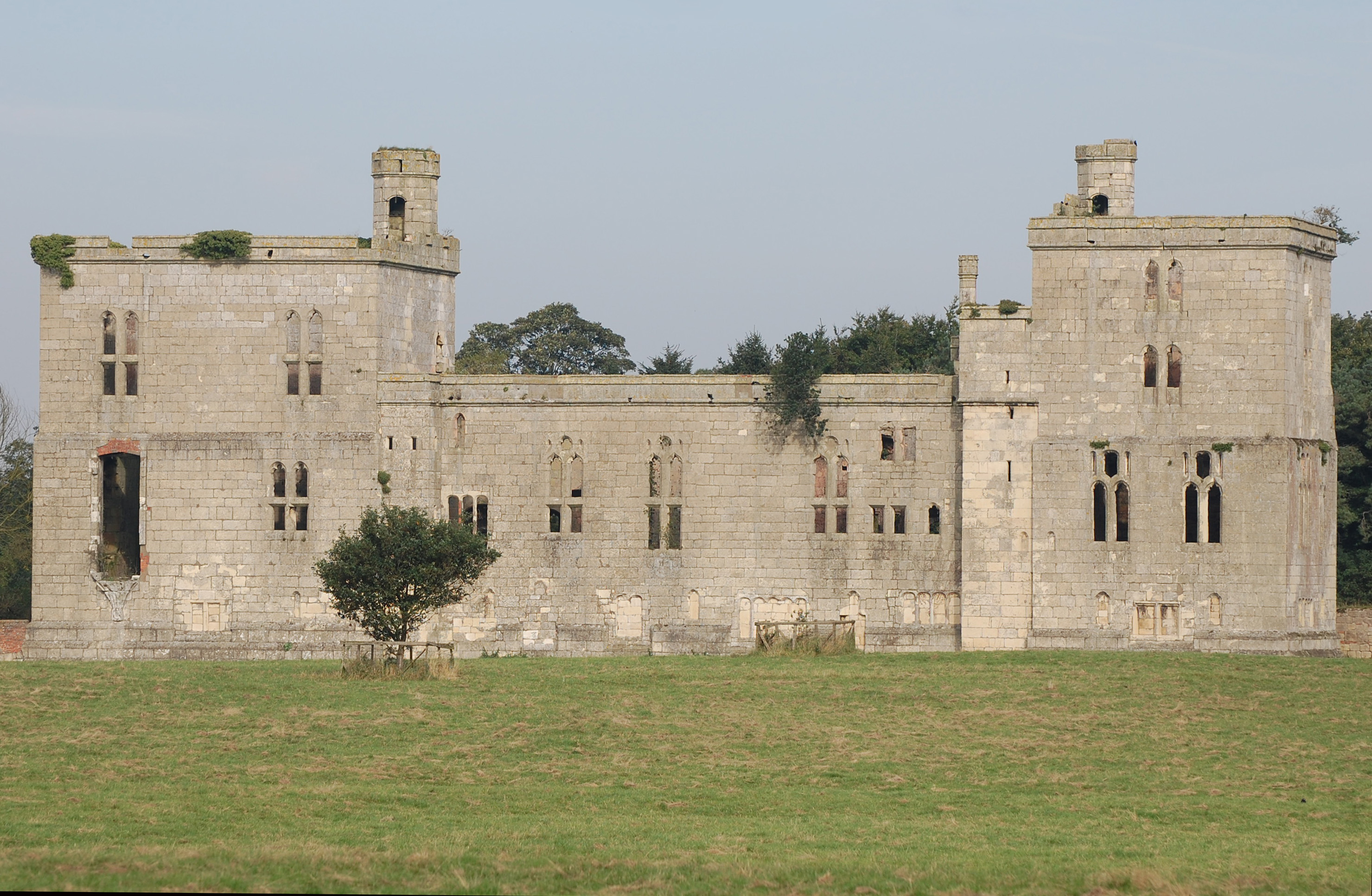
Замок Ресл, Йоркшир, где Роберт Аск предложил Перси присоединиться к Благодатному паломничеству

В сентябре 1536 года он получил субсидию в 1000 ф.ст. для того, чтобы приехать в Лондон и устроить свои владения. Закончить предприятие помешало так называемое Благодатное паломничество. Братья и мать Нортумберленда открыто симпатизировали восставшим, но сам граф сохранял лояльность королю. Лидер восставших Роберт Аск со своими людьми явился в замок Ресл, где Перси лежал больной в постели, и предложил передать командование Марками своим братьям или хотя бы самому присоединиться к восстанию. Он отверг оба предложения, и когда адвокат Уильям Стейплтон приехал навестить его, был в отчаянии. Аск отправил его в Йорк, чтобы защитить от своих приверженцев, которые намеревались обезглавить его.
Перси передал свои поместья в дар королю при условии, что впоследствии они перейдут его племяннику. Однако в июне 1537 года, когда его брат сэр Томас был лишен прав и казнён, он сделал этот дар безусловным. К тому времени его сознание стремительно угасало. Он переехал в Ньюингтон-Грин, где Ричард Лейтон навестил его 29 июня 1537 года. Лейтон нашёл его пожелтевшим и распухшим.
Нортумберленд умер 29 июня 1537 года и был похоронен в церкви прихода Хэкни.

## Семья
Он женился в 1524 году на Мэри Толбот, дочери Джорджа, 4-го графа Шрусбери, но не оставил жизнеспособного потомства. Всё же известно об одном их ребёнке, который родился мёртвым в апреле 1529 года в доме графа Шрусбери, куда Мэри сбежала от мужа. Графский титул после смерти Перси оставался недействующим, пока не возобновился в пользу его племянника Томаса. Его вдова прожила до 1572 года. У него была также внебрачная дочь Изабель, которая в 1544 году вышла замуж за Генри Темпеста из Броутона.
Два брата Нортумберленда, сэр Томас и сэр Инджелрам Перси, принимали активное участие в управлении его имениями. Они оба были среди предводителей Благодатного паломничества, и оба были арестованы. Сэр Томас был лишён прав и казнён в 1537 году. Его сыновья унаследовали графство: Томас как 7-й граф Нортумберленд, а Генри как 8-й. Сэр Инджелрам Перси был заключён в башню Бичем (Тауэр), где можно увидеть его имя, нацарапанное на камне; вскоре он был освобождён, уехал за границу и умер около 1540 года.